# Èmil
Èmil o Èmilos (grec antic: Ἔμιλος, llatí: Emilus) fou un escultor grec natural de l'illa d'Egina. Va fer diverses estàtues en or i vori d'Horus assegut al tron per al temple d'Hera a Olímpia.